# Liste von Wellenmessgeräten gemäß den Kennblättern fremden Geräts D 50/13

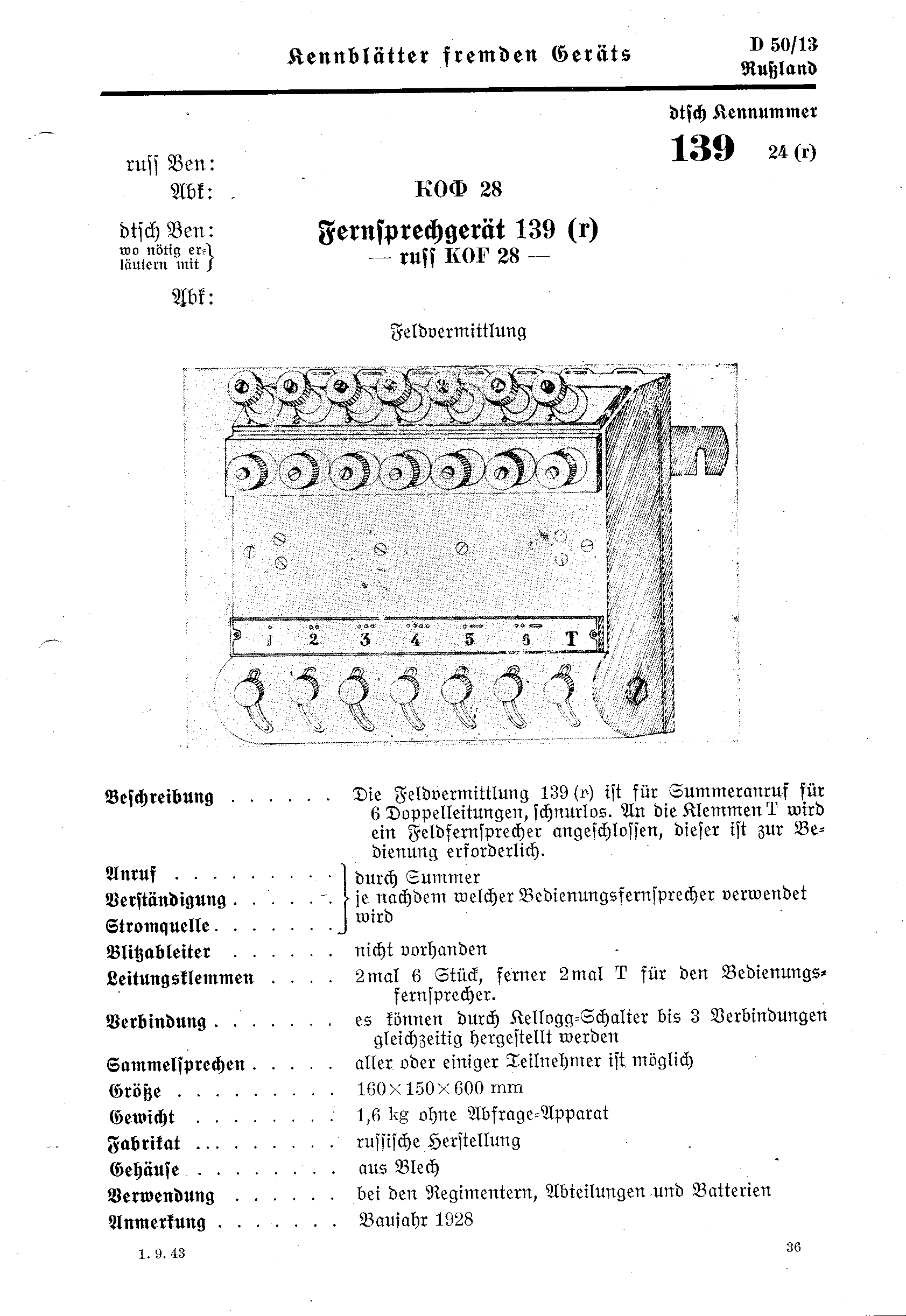
Kennblattbeispiel zu
D 50/13 Nr 139 24 (r)

In dieser Liste von Wellenmessgeräten gemäß den Kennblättern fremden Geräts D 50/13 werden Absorptionsfrequenzmesser aufgeführt, die vom Heereswaffenamt verzeichnet wurden.
Nachfolgend ein Überblick/Auszug zur offiziellen Dokumentation Kennblätter fremden Geräts D 50/13: Nachrichtengerät.

## Hinweise zur Liste
Aufbau der Tabelle
Untenstehende Tabelle führt folgenden Spalteninhalte:
- dtsch. Kennnr. (deutsche Kenn-Nummer), dies entspricht dem Originalindex in den Kopfzeilen der Kennblätter mit Kennnummer, Stoffgebietenummer und Beutezeichen.
- Abk. dtsch. Ben. (Abkürzung deutsche Benennung), Originalbezeichnung entnommen aus der fünften Zeile der Kennblätter.
- Landesbez. nach HWA (Heereswaffenamt), Originalangaben entnommen aus der ersten Zeile der Kennblätter.
- Bild, eine Bildauswahl aus Wikipedia für dieses Objekt.
- Bemerkungen, Hier werden Links zu bereits existierenden Wikipedia-Artikeln eingetragen.

 Info: Die in der Tabelle angegebenen Originaleinträge sollen nicht geändert werden, weil diese den Angaben aus den Kennblättern entsprechen. Nach neuerem Forschungsstand sind teilweise Errata in den Kennblättern erkannt worden. Diese werden unten im Abschnitt Anmerkungen jeweils zur Kenn-Nummer erläutert. Die Wikilinks in den runden Klammern sollten das Lemma der entsprechenden Artikel in Wikipedia enthalten.
| dtsch. Kennr. | Abk. dtsch. Ben. | Landesbez.nach HWA (Wikipedia-Artikel) | Bild         | Bemerkungen |
| ------------- | ---------------- | -------------------------------------- | ------------ | --- |
| 205 24 (a)    | Fu. Ger. 205 (a) | SCR-61                                 |              | Wellenmesser Wellenbereich: 115–1900 kHz                                                                               |
| 210 24 (a)    | Fu. Ger. 210 (a) | SCR-95                                 |              | Wellenmessgerät, Wellenbereich: 275–600 kHz, Schwingkreis mit Summer                                                   |
| 211 24 (r)    | Fu. Ger. 211 (r) | 2 ГВД (2 GWD)                          | Bilderwunsch | Wellenmessgerät, Wellenbereich: 71,4–1630 kHz, GWD bedeutet: G = Überlagerung W = Wellenmesser D = Langwellen          |
| 212 24 (r)    | Fu. Ger. 212 (r) | 2 ГВК (2 GWK)                          | Bilderwunsch | Wellenmessgerät, Wellenbereich: 1370–30000 kHz, GWK bedeutet: G = Überlagerung W = Wellenmesser K = Kurzwellen         |
| 219 24 (a)    | Fu. Ger. 219 (a) | SCR-125                                | Bilderwunsch | Wellenmessgerät Wellenbereich: 535–4300 kHz Reichweite: 90 km Nutzung bei: Feldartillerie                              |
| 333 24 (e)    | Fu. Ger. 333 (e) | Wavemeter, Class C, No. 1              |              | Wellenmessgerät Wellenbereich: 1360–7510 kHz                                                                           |
| 396 24 (r)    | Fu. Ger. 396 (r) | ДB 2 (DW 2)                            |              | Wellenmessgerät Wellenbereich: Langwelle Д (D) = Langewelle B (W) = Wellenmesser                                       |
| 405 24 (r)    | Fu. Ger. 405 (r) | KK 1 (KK 1)                            |              | Wellenmessgerät (Eichgerät) Wellenbereich: 100 und 1000 kHz KK = Kurzwellen-Quarzkalibrator                            |
| 407 24 (r)    | Fu. Ger. 407 (r) | KK 3 (KK 3)                            |              | Wellenmessgerät (Eichgerät) Wellenbereich: 100 und 1000 kHz Weiterentwicklung des KK 1 KK = Kurzwellen-Quarzkalibrator |
| 409 24 (r)    | Fu. Ger. 409 (r) | КЛ II Б Тип т (KL II B Typ T)          | Bilderwunsch | Wellenmessgerät Wellenbereich: 1500–30000 kHz                                                                          |
| 414 24 (r)    | Fu. Ger. 414 (r) | KB 4 (KW 4)                            | Bilderwunsch | Wellenmessgerät Wellenbereich: 2000–7500 kHz K (K) = Kurzwelle B (W) = Wellenmesser                                    |
| 415 24 (r)    | Fu. Ger. 415 (r) | KB 5 (KW 5)                            |              | Wellenmessgerät Wellenbereich: 2000–20000 kHz K (K) = Kurzwelle B (W) = Wellenmesser                                   |
| 470 24 (a)    | Fu. Ger. 470 (a) | BC-150                                 | Bilderwunsch | Wellenmessgerät Wellenbereich: 100–2000 kHz                                                                            |
| 471 24 (a)    | Fu. Ger. 471 (a) | BC-153                                 | Bilderwunsch | Wellenmessgerät Wellenbereich: 75–1500 kHz                                                                             |
| 582 24 (r)    | Fu. Ger. 582 (r) | YB 3 (UW 3)                            |              | Wellenmessgerät Wellenbereich: 20000–100000 kHz Y (U) = Ultrakurzwelle B (W) = Wellenmesser                            |
| 587 24 (r)    | Fu. Ger. 587 (r) | BГ 2 (WG 2)                            |              | Wellenmessgerät B (W) = Wellenmesser Г (G) = Überlagerungswellenmesser                                                 |